# Sorry (T.I.)
Sorry è un singolo del rapper statunitense T.I., pubblicato nel 2012 ed estratto dall'album Trouble Man: Heavy Is the Head. Il brano è stato realizzato insieme al rapper André 3000 (OutKast).

## Tracce
- Download digitale

1. Sorry – 5:48